# Arundinella grevillensis
Arundinella grevillensis är en gräsart som beskrevs av Bryan Kenneth Simon. Arundinella grevillensis ingår i släktet Arundinella och familjen gräs.
Artens utbredningsområde är Queensland. Inga underarter finns listade i Catalogue of Life.